# Тенис на Летњим олимпијским играма 1996.
Такмичења у тенису на Олимпијским играма 1996. у Атланти, у САД је одржано у мушкој и женској конкуренцији појединачно и у паровима. Овај пут се играо меч за треће место, а не као на претходна два пута када су се додељене две бронзане медаље
Највећи успех постигли су представници САД освојивши од четири могуће, три златне медаље.

## Освајачи медаља
| Дисциплина           | Злато                                               | Сребро                                      | Бронза                                           |
| -------------------- | --------------------------------------------------- | ------------------------------------------- | ------------------------------------------------ |
| Мушкарци појединачно | Андре Агаси Сједињене Државе                        | Сержи Бругера Шпанија                       | Леандер Паес Индија                              |
| Мушки парови         | Тод Вудбриџ · Марк Вудфорд Аустралија               | Нил Броуд · Тим Хенман Уједињено Краљевство | Марк-Кевин Гелнер · Давид Приносил Немачка       |
| Жене појединачно     | Линдси Давенпорт Сједињене Државе                   | Аранча Санчез Викарио Шпанија               | Јана Новотна Чешка                               |
| Женски парови        | Ђиђи Фернандез · Мери Џо Фернандез Сједињене Државе | Јана Новотна · Хелена Сукова Чешка          | Кончита Мартинез · Аранча Санчез Викарио Шпанија |

## Биланс медаља
|   | Држава               | Злато | Сребро | Бронза | Укупно |
| - | -------------------- | ----- | ------ | ------ | ------ |
| 1 | Сједињене Државе     | 3     | 0      | 0      | 3      |
| 2 | Аустралија           | 1     | 0      | 0      | 1      |
| 3 | Шпанија              | 0     | 2      | 1      | 3      |
| 4 | Чешка                | 0     | 1      | 1      | 2      |
| 5 | Уједињено Краљевство | 0     | 1      | 0      | 1      |
| 6 | Немачка              | 0     | 0      | 1      | 1      |
|   | Индија               | 0     | 0      | 1      | 1      |
|   | Укупно (7)           | 4     | 4      | 4      | 12     |